# Stade de Beaumer
Het Stade de Beaumer is een multifunctioneel stadion in Moroni, de hoofdstad van de Comoren. Het wordt vooral gebruikt voor voetbalwedstrijden. In dit stadion werden internationale wedstrijden gespeeld door het nationale elftal. Meestal speelt dat elftal momenteel in het nieuwe stadion (Said Mohamed Cheikh Stadion) dat werd gebouwd toen de Comoren lid werden van de FIFA. Het nieuwe stadion voldoet meer aan de eisen die de FIFA stelt. In het stadion kunnen ongeveer 2000 mensen.